# 37-я церемония «Грэмми»
37-я церемония вручения премий «Грэмми» состоялась 1 марта 1995 года в Shrine Auditorium, Лос-Анджелес. Рок-певец Брюс Спрингстин выиграл несколько статуэток «Грэмми», включая победы в таких категориях, как Песня года, Best Song Written Specifically for a Motion Picture or for Television, Best Male Rock Vocal Performance и Best Rock Song.

## Основная категория
- Запись года
  - Билл Боттрелл (продюсер) и Шерил Кроу за «All I Wanna Do»
- Альбом года
  - David Kahne (продюсер) и Тони Беннетт за альбом «MTV Unplugged: Tony Bennett»
- Песня года
  - Брюс Спрингстин (автор) за песню «Streets of Philadelphia»
- Лучший новый исполнитель
  - Шерил Кроу (другие номинанты: Ace Of Base, Counting Crows, Crash Test Dummies, Green Day)

## Классическая музыка

### Лучший классический альбом
- Karl-August Naegler (продюсер), Pierre Boulez (дирижёр) & the Chicago Symphony Orchestra за альбом Bartók: Concerto for Orchestra; Four Orchestral Pieces, Op. 12

## Поп

### Лучшее женское вокальное поп-исполнение
- Шерил Кроу — «All I Wanna Do»

### Лучшее мужское вокальное поп-исполнение
- Элтон Джон — «Can You Feel the Love Tonight»

## R&B

### Лучшее женское вокальное R&B-исполнение
- Тони Брэкстон — «Breathe Again»

### Лучшее мужское вокальное R&B-исполнение
- Babyface — «When Can I See You»

## Рок

### Лучшее женское вокальное рок-исполнение
- Мелисса Этеридж — «Come to my Window»

### Лучшее мужское вокальное рок-исполнение
- Том Петти — «You Don't Know How It Feels»

### Лучшее вокальное рок-исполнение дуэтом или группой
- Blues Traveler — «Run-Around»

### Лучшее хард-рок-исполнение
- Pearl Jam — «Spin The Black Circle»

### Лучшее метал-исполнение
- Nine Inch Nails — «Happiness In Slavery»

### Лучшая рок-песня
- Брюс Спрингстин — «Streets of Philadelphia»

### Лучший рок-альбом
- The Rolling Stones & Don Was — «Voodoo Lounge»

## Джаз

### Лучший альбом современного джаза
- The Brecker Brothers — «Out of the Loop»

## Музыкальное Видео

### Лучшее короткое музыкальное видео
- Cean Chaffin (продюсер), David Fincher (режиссёр) & The Rolling Stones — «Love is Strong»
  - Среди номинантов была группа Pet Shop Boys — «Go West»

## Составление и аранжировка
- Best Instrumental Composition
  - Майкл Брекер (композитор) за «African Skies»
- Best Song Written Specifically for a Motion Picture or for Television
  - Брюс Спрингстин (композитор) за Streets of Philadelphia
- Best Instrumental Composition Written for a Motion Picture or for Television
  - Джон Уильямс (композитор) за Schindler's List
- Best Instrumental Arrangement
  - Дейв Грусин (аранжировка) за «Three Cowboy Songs»
- Best Instrumental Arrangement with Accompanying Vocals
  - Ханс Циммер & Lebo Morake (аранжировка) за «Circle of Life» в исполнении Кармен Туилли

## Персона года «MusiCares»
- Тони Беннетт